# Carèlia Septentrional
La Regió de Carèlia Septentrional és una regió (maakunta / landskap) de l'est de Finlàndia, dins la província de Finlàndia Oriental. Limita amb les regions de Kainuu, Savònia Septentrional, Savònia del Sud, Carèlia Meridional i amb Rússia. Forma part de la regió històrica de Carèlia, terra dels carelians, actualment dividida entre Rússia i Finlàndia. La ciutat de Joensuu és la capital de la regió.
Carèlia del Nord ha reduït amb èxit les malalties cròniques mitjançant mesures de salut pública. A la dècada de 1960 Finlàndia va liderar les nacions industrialitzades en les taxes de mortalitat per malalties del cor. Carèlia del Nord va tenir la incidència més alta de Finlàndia. El 1972 es va dur a terme un projecte a llarg termini que s'orientava a aquest risc a Carèlia del Nord. La millora resultant de la salut pública encara es considera un model notable per a la resta de la nació.

## Municipis
Carèlia Septentrional és dividida en 15 municipis.
- Ilomantsi
- Joensuu
- Juuka
- Kitee
- Kontiolahti
- Lieksa
- Liperi
- Nurmes
- Outokumpu
- Polvijärvi
- Rääkkylä
- Tohmajärvi
- Valtimo